# Кацмазівські джерела
Кацма́зівські джере́ла — гідрологічна пам'ятка природи місцевого значення в Україні. Розташована на північно-східній околиці с. Кацмазів Жмеринського району Вінницької області. 
Площа 0,01 га. Оголошена відповідно до Рішення Вінницького облвиконкому від 29.08.1984 року № 371. Перебуває у віданні Кацмазівської сільської ради. 
Статус надано для збереження цінної групи великодебітних джерел ґрунтової води, що виходить на поверхню з вапнякових порід і живлять річку Мурашка — притоку Мурафи.